# ريد س. دورهام
ريد س. دورهام (بالإنجليزية: Reed C. Durham)‏ هو مؤرخ أمريكي، ولد في 1930.